# Стройный удавчик
Стройный удавчик (лат. Eryx elegans) — вид неядовитых змей из семейства ложноногих.

## Описание
Общая длина тела до 40 см. Верхняя сторона светло-бурая или серовато-оливковая. Вдоль всей спины, начиная от затылка, расположены вытянутые поперек неправильной формы нерезкие бурые пятна, обычно более четко очерченые в передней четверти тела, где они иногда сливаются в короткие продольные полоски. На боках несколько продольных рядов слабо вытянутых в длину темных пятнышек, постепенно исчезающих на хвосте. Брюхо серое с негусто расположенными, иногда размытыми темными пятнами. От края глаза до угла рта проходит нерезкая темная полоска.

## Ареал и места обитания
Стройный удавчик распространен в Средней Азии: на юге Туркменистана, северо-востоке Ирана (в провинциях Хорасан и Восточный Азербайджан), в прилежащих районах Афганистана и, возможно, Пакистане. Эндемик Туркмено-Хорасанских гор. Иранские популяции распространены по северным и северо-восточным горам Ирана, вдоль высокогорья Копетдага и южных склонов восточного Альборза. В Афганистане он был известен по единственной находке, однако позднее были идентифицированы ещё три музейные записи. Считается, что этот вид, вероятно, в Афганистане распространен более широко. Обычно он встречается на высоте от 800 до 2000 м над уровнем моря; наиболее высокогорное местонахождение этого вида в провинции Газни в Афганистане составляет 3000 м. Обитает в горных степных районах, как в предгорьях, так и на плато в горных регионах, в глинистых предгорьях и каньонах. Встречается в арчовых лесах, редколесьях и кустарниках, а также вокруг скал. На юге Туркменистана обитает в юго-западном (ущелье Айдере) и центральном (горы Надхуин, Душак, ущелья Пардере и Большие Каранки) Копетдаге на высотах 1500—2000 м над уровнем моря в арчевой зоне, здесь он встречается на относительно выровненных участках гор. Населяет высокогорные плато и пологие склоны гор с ксерофитной растительностью, глинистые предгорья, глинистые или щебенистые конусы выноса и днища ущелий, плакорные участки на высотах до 1600—1800 м над уровнем моря. В ущельях Пардере и Айдере в западном Копетдаге придерживается относительно влажных склонов. Встречается в нагорной степи среди ксерофильной эфемерной растительности у нор полёвок.

## Образ жизни
Ночной наземный вид, ведет полуроющий образ жизни, роет собственные норы и использует норы мелких млекопитающих и обычно встречается вблизи нор и колоний грызунов. Питается мелкими грызунами и насекомоядными млекопитающими.

## Размножение
Репродуктивная биология этого вида изучена недостаточно. Вид яйцеживородящий, через 4—5 месяцев после спаривания, в августе — сентябре самка рождает от 3 до 14 детенышей. Половой зрелости удавчики достигают на втором — третьем году жизни.

## Популяция
Считается, что это очень редкий вид, однако информации о состоянии его популяции в Иране, где находится большая часть его ареала, нет. По некоторым данным, плотность популяции этих змей в Туркменистане составляет 1—3 особи на гектар. В ущелье Большие Каранки в туркменском Копетдаге на площади около 0,5 га обнаруживали 6 особей. Распределение вида по территории ареала очень неравномерное. Заселенные этими змеями участки чередуются с территориями, где удавчики полностью отсутствуют. Исследователи, исходя из площади ареала и распределения, предполагают, что общая численность стройного удавчика не превышает нескольких тысяч особей. Неизвестно, является ли этот вид редким по естественным причинам или его популяция сократилась из-за антропогенных факторов, однако наблюдается тенденция к её дальнейшему сокращению вследствие уменьшения территории, пригодной к его обитанию.

## Основные угрозы
Основной угрозой для этого вида является чрезмерный выпас овец в местах его обитания. Представляет угрозу также преобразование или разрушение его местообитаний в результате освоения предгорий, в основном в сельскохозяйственных целях, развития орошаемого земледелия. В Туркменистане он встречается в труднодоступных районах туркмено-иранской приграничной зоны, где отсутствуют человеческие поселения, считается, что здесь он не подвергается серьёзным угрозам.

## Охрана
Охраняется в Сюнт-Хасардагском и Копетдагском заповедниках в Туркменистане. Может обитать в национальном парке Голестан в Иране, однако это сомнительно и требует проверки. Как редкий узкоареальный вид стройный удавчик был занесен в Красную книгу СССР и Красную книгу Туркменистана 1999 года. В последнюю сейчас уже не внесен. Необходимы исследования большей части ареала этого вида, чтобы выяснить, отражает ли его редкость сокращение популяции. Вид внесен в Приложение II СИТЕС.